# Hino 600
Hino 600 — среднетоннажный грузовой автомобиль производства Hino Motors, серийно выпускаемый с 2004 года в США.

## История
Автомобиль Hino 600 впервые был представлен в 2004 году. С 2005 года автомобиль поставлялся в Канаду Обычная кабина была разработана на основе конструкции Low Cab Forward от Hino 2001–2014 годов, а конкурентами являлись Mitsubishi Fuso Fighter (2005-2024), Isuzu Forward (2007-2022), и Nissan Diesel Condor (2010–2017).
В 2007 году автомобиль прошёл фейслифтинг. Мелкоузловая сборка организована в Японии. В 2012 году модели Hino 145, Hino 165 и Hino 185 были вытеснены с конвейера автомобилями Hino Dutro 155 и 195 моделей.
28 октября 2019 года автомобиль Hino 600 был переименован в Hino L Series. В 2021 году автомобиль прошёл рестайлинг путём замены фар и бамперов.
В 2022 году был произведён спортивный автомобиль для ралли «Дакар». Конкурентом является КамАЗ-4326-9.

## Галерея

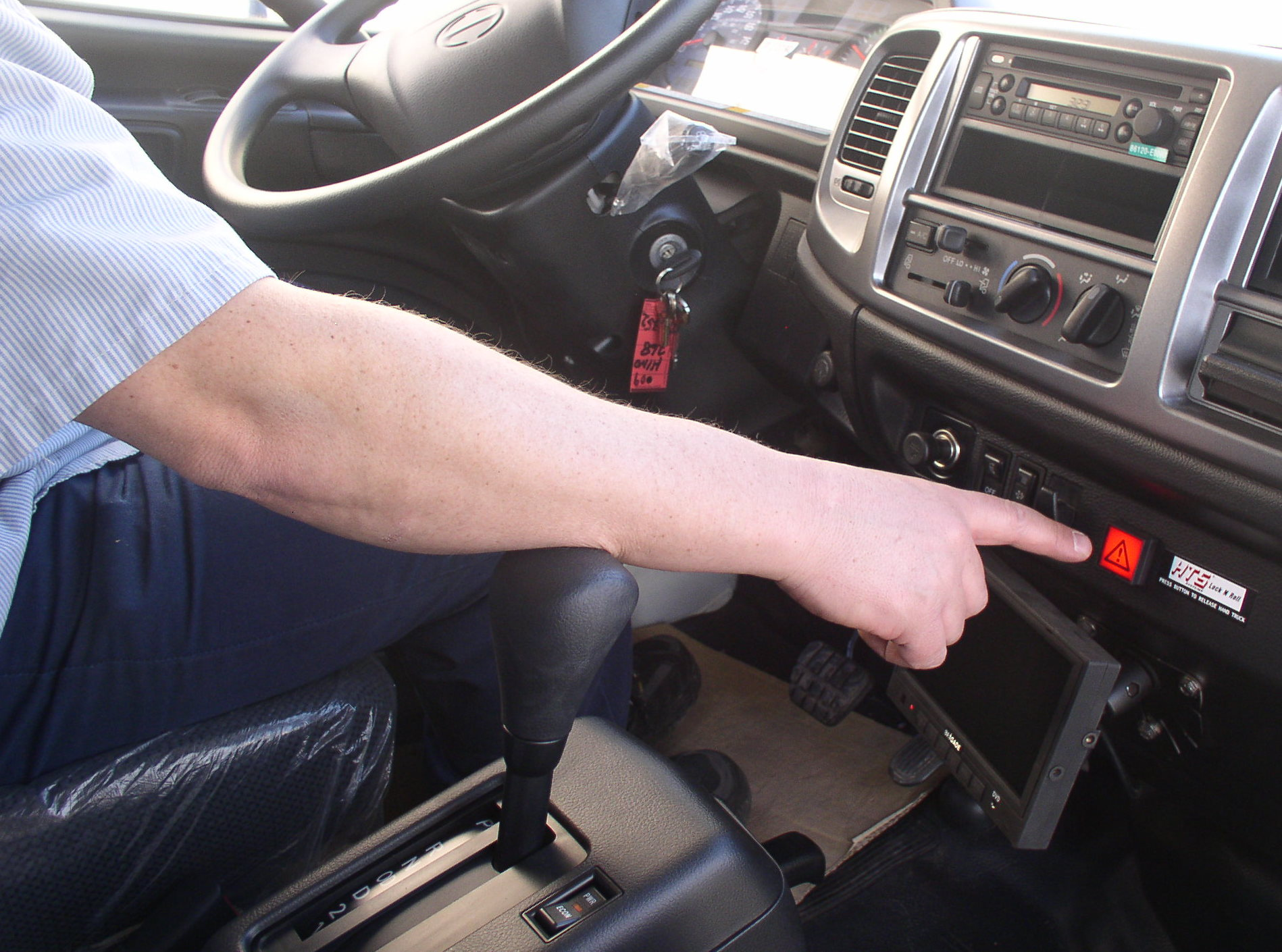
Место водителя
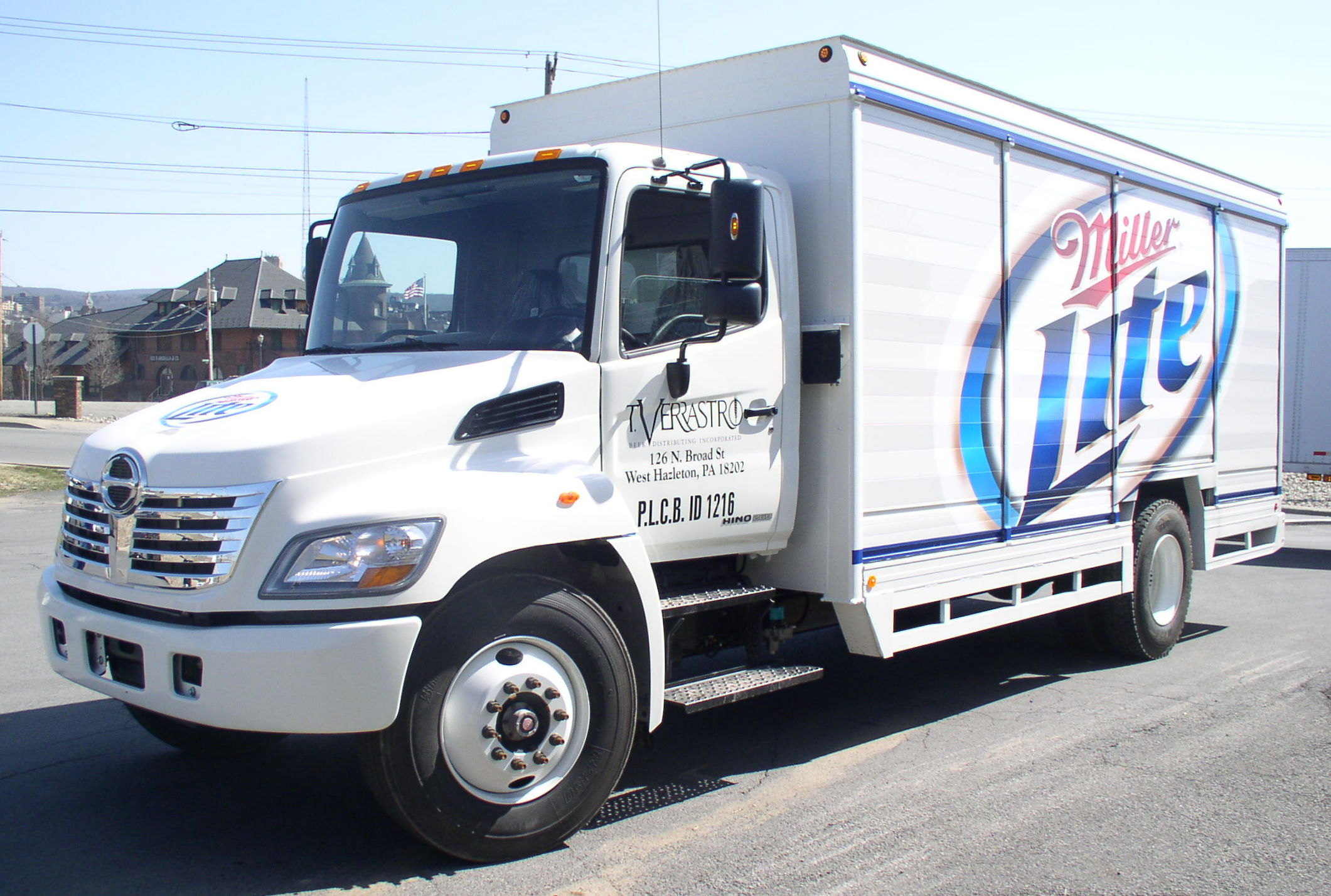
Hino 338 T
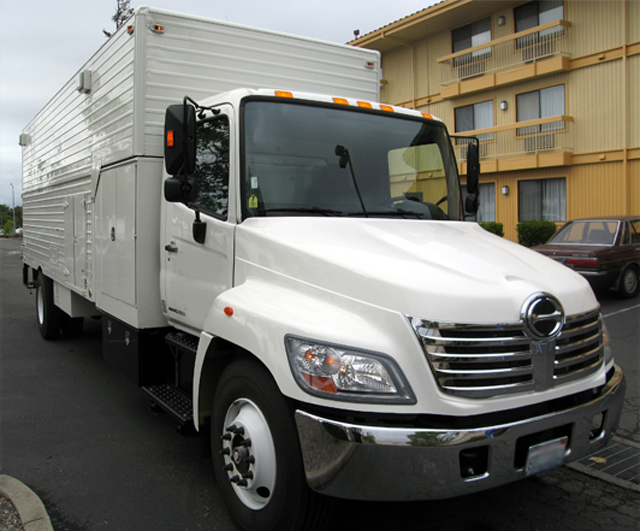
Hino 268 A
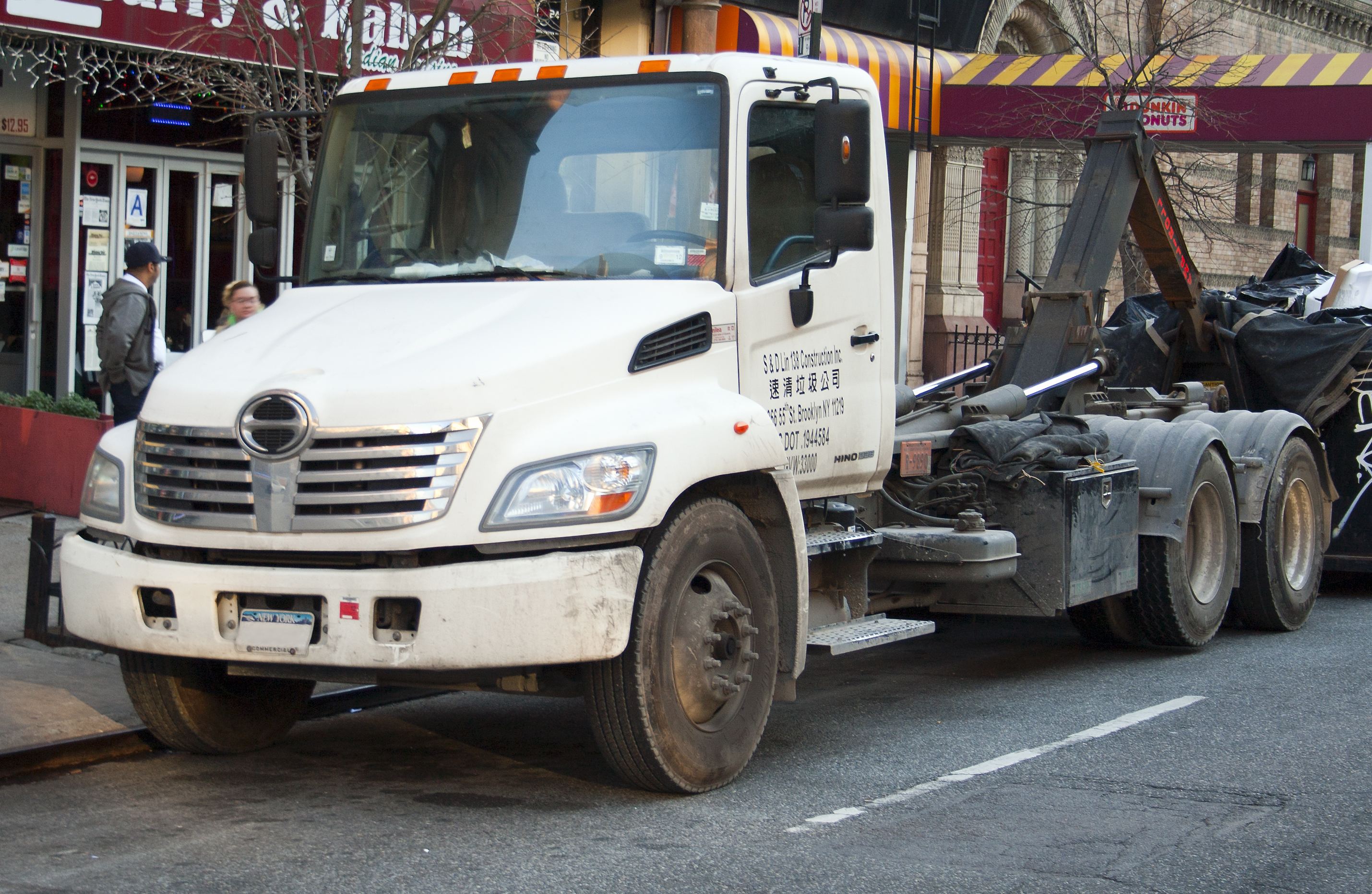
Hino 338